# Parc de Caramanxel
El Parc de Caramanxel és un espai verd emblemàtic situat a Alginet (Ribera Alta, País Valencià), conegut per la seva funció com a zona d’esplai i convivència per a la ciutadania.
El parc compta amb una àrea infantil, zones de pícnic amb torradors i serveis públics. L’any 2017, la Regidoria de Parcs i Jardins va instal·lar un nou parc infantil. El novembre de 2019, es va tancar temporalment la zona infantil després que es cremara part del paviment dels torradors. El desembre de 2020, els danys, valorats en 15.000 euros, van obligar a clausurar el recinte fins a la seva reparació. El mateix mes, es va reobrir després d’actuacions com la neteja de pintades, la substitució de trapes de llum i la instal·lació de noves papereres. Per facilitar l’accés, l’Ajuntament d’Alginet, amb la col·laboració del Consell Mediambiental, va construir un aparcament amb 89 places.